# Lengyelország az 1956. évi nyári olimpiai játékokon
Lengyelország az ausztráliai Melbourne-ben és a svédországi Stockholmban megrendezett 1956. évi nyári olimpiai játékok egyik részt vevő nemzete volt. Az országot az olimpián 9 sportágban 64 sportoló képviselte, akik összesen 9 érmet szereztek.

## Érmesek
| Érem  | Versenyző                                                                                        | Sportág       | Versenyszám                  |
| ----- | ------------------------------------------------------------------------------------------------ | ------------- | ---------------------------- |
| Arany | Elżbieta Krzesińska                                                                              | Atlétika      | Női távolugrás               |
| Ezüst | Janusz Sidło                                                                                     | Atlétika      | Férfi gerelyhajítás          |
| Ezüst | Adam Smelczyński                                                                                 | Sportlövészet | Férfi trap                   |
| Ezüst | Jerzy Pawłowski                                                                                  | Vívás         | Férfi kard, egyéni           |
| Ezüst | Marian Kuszewski Zygmunt Pawlas Jerzy Pawłowski Andrzej Piątkowski Wojciech Zabłocki Ryszard Zub | Vívás         | Férfi kard, csapat           |
| Bronz | Henryk Niedźwiedzki                                                                              | Ökölvívás     | Pehelysúly                   |
| Bronz | Zbigniew Pietrzykowski                                                                           | Ökölvívás     | Nagyváltósúly                |
| Bronz | Marian Zieliński                                                                                 | Súlyemelés    | 60 kg                        |
| Bronz | Dorota Jokiel Natalia Kot Danuta Nowak Helena Rakoczy Barbara Ślizowska Lidia Szczerbińska       | Torna         | Női csapat kéziszergyakorlat |

## Atlétika
Férfi
| Versenyző                                                   | Versenyszám     | Előfutam      | Előfutam      | Negyeddöntő | Negyeddöntő | Elődöntő | Elődöntő | Döntő        | Döntő        |
| Versenyző                                                   | Versenyszám     | Idő           | Hely.         | Idő         | Hely.       | Idő      | Hely.    | Idő          | Helyezés     |
| ----------------------------------------------------------- | --------------- | ------------- | ------------- | ----------- | ----------- | -------- | -------- | ------------ | ------------ |
| Marian Foik                                                 | 100 m           | 10,5          | 1.            | 10,6        | 3.          | 10,6     | 5.       | kiesett      | kiesett      |
| Jan Jarzembowski                                            | 100 m           | 10,7          | 2.            | 10,8        | 4.          | kiesett  | kiesett  | kiesett      | kiesett      |
| Jan Jarzembowski                                            | 200 m           | 21,9          | 4.            | kiesett     | kiesett     | kiesett  | kiesett  | kiesett      | kiesett      |
| Edward Szmidt                                               | 200 m           | 21,9          | 2.            | 21,6        | 6.          | kiesett  | kiesett  | kiesett      | kiesett      |
| Jerzy Chromik                                               | 5000 m          | 14:51,4       | 7.            |             |             |          |          | kiesett      | kiesett      |
| Kazimierz Zimny                                             | 5000 m          | nem ért célba | nem ért célba |             |             |          |          | kiesett      | kiesett      |
| Zdzisław Krzyszkowiak                                       | 10 000 m        |               | 29:05,0       | 4.          |             |          |          |              |              |
| Zdzisław Krzyszkowiak                                       | 3000 m akadály  | 8:48,0        | 5.            |             |             |          |          | visszalépett | visszalépett |
| Marian Foik Jan Jarzembowski Edward Szmidt Zenon Baranowski | 4 × 100 m váltó | 40,9          | 1.            |             | 41,0        | 2.       | 40,6     | 6.           |              |

| Versenyző              | Versenyszám   | Selejtező | Selejtező | Döntő    | Döntő    |
| Versenyző              | Versenyszám   | Eredmény  | Helyezés  | Eredmény | Helyezés |
| ---------------------- | ------------- | --------- | --------- | -------- | -------- |
| Zbigniew Janiszewski   | Rúdugrás      | 415 cm    | =2.       | 415 cm   | 12.      |
| Zenon Ważny            | Rúdugrás      | 415 cm    | =8.       | 425 cm   | 6.       |
| Henryk Grabowski       | Távolugrás    | 752 cm    | 1.        | 715 cm   | 10.      |
| Kazimierz Kropidłowski | Távolugrás    | 722 cm    | 12.       | 730 cm   | 6.       |
| Ryszard Malcherczyk    | Hármasugrás   | 14,84 m   | 21.       | 15,54 m  | 10.      |
| Tadeusz Rut            | Diszkoszvetés | 46,62 m   | 17.       | kiesett  | kiesett  |
| Tadeusz Rut            | Kalapácsvetés | 58,07 m   | 5.        | 53,43 m  | 14.      |
| Alfons Niklas          | Kalapácsvetés | 58,46 m   | 4.        | 57,70 m  | 10.      |
| Jan Kopyto             | Gerelyhajítás | 68,19 m   | 13.       | 74,28 m  | 5.       |
| Janusz Sidło           | Gerelyhajítás | 72,00 m   | 6.        | 79,98 m  |          |

Női
| Versenyző                                                              | Versenyszám     | Előfutam | Előfutam | Elődöntő | Elődöntő | Döntő   | Döntő    |
| Versenyző                                                              | Versenyszám     | Idő      | Hely.    | Idő      | Hely.    | Idő     | Helyezés |
| ---------------------------------------------------------------------- | --------------- | -------- | -------- | -------- | -------- | ------- | -------- |
| Maria Kusion-Bibro                                                     | 100 m           | 12,2     | 4.       | kiesett  | kiesett  | kiesett | kiesett  |
| Halina Richter                                                         | 100 m           | 12,2     | 5.       | kiesett  | kiesett  | kiesett | kiesett  |
| Barbara Janiszewska                                                    | 100 m           | 12,2     | 4.       | kiesett  | kiesett  | kiesett | kiesett  |
| Barbara Janiszewska                                                    | 200 m           | 24,8     | 2.       | 25,2     | 6.       | kiesett | kiesett  |
| Genowefa Minicka                                                       | 200 m           | 25,0     | 4.       | kiesett  | kiesett  | kiesett | kiesett  |
| Maria Kusion-Bibro Barbara Janiszewska Genowefa Minicka Halina Richter | 4 × 100 m váltó | 46,5     | 4.       |          |          | kiesett | kiesett  |

| Versenyző             | Versenyszám   | Selejtező | Selejtező | Döntő    | Döntő    |
| Versenyző             | Versenyszám   | Eredmény  | Helyezés  | Eredmény | Helyezés |
| --------------------- | ------------- | --------- | --------- | -------- | -------- |
| Elżbieta Krzesińska   | Távolugrás    | 613 cm    | 1.        | 635 cm   |          |
| Maria Kusion-Bibro    | Távolugrás    | 580 cm    | 6.        | 579 cm   | 9.       |
| Genowefa Minicka      | Távolugrás    | 572 cm    | 12.       | 564 cm   | 12.      |
| Urszula Figwer        | Gerelyhajítás | 47,76 m   | 2.        | 48,16 m  | 6.       |
| Anna Wojtaszek-Pazera | Gerelyhajítás | 44,08 m   | 12.       | 46,92 m  | 9.       |

## Evezés
| Versenyző                                                                  | Versenyszám              | Előfutam | Előfutam | Vigaszág | Vigaszág | Elődöntő | Elődöntő | Döntő   | Döntő   | Helyezés    |
| Versenyző                                                                  | Versenyszám              | Idő      | Hely.    | Idő      | Hely.    | Idő      | Hely.    | Idő     | Hely.   | Helyezés    |
| -------------------------------------------------------------------------- | ------------------------ | -------- | -------- | -------- | -------- | -------- | -------- | ------- | ------- | ----------- |
| Teodor Kocerka                                                             | Egypárevezős             | 7:28,1   | 2.       | erőnyerő | erőnyerő | 9:05,7   | 2.       | 8:12,9  | 4.      | 4.          |
| Zbigniew Schwarzer Henryk Jagodziński Bertold Mainka (kormányos)           | Kormányos kettes         | 7:43,7   | 2.       | erőnyerő | erőnyerő | 9:22,8   | 1.       | 8:31,5  | 4.      | 4.          |
| Kazimierz Błasiński Szczepan Grajczyk Zbigniew Paradowski Marian Nietupski | Kormányos nélküli négyes | 6:46,3   | 2.       | 8:29,3   | 1.       | 8:32,0   | 4.       | kiesett | kiesett | helyezetlen |

## Kajak-kenu
Férfi
| Versenyző                     | Versenyszám           | Előfutam | Előfutam | Döntő   | Döntő    |
| Versenyző                     | Versenyszám           | Idő      | Hely.    | Idő     | Helyezés |
| ----------------------------- | --------------------- | -------- | -------- | ------- | -------- |
| Stefan Kapłaniak              | Kajak egyes 1000 m    | 4:35,4   | 1.       | 4:19,8  | 4.       |
| Ryszard Skwarski Jerzy Górski | Kajak kettes 1000 m   | 4:12,6   | 4.       | kiesett | kiesett  |
| Jerzy Górski Stefan Kapłaniak | Kajak kettes 10 000 m |          |          | 47:21,5 | 10.      |

Női
| Versenyző                 | Versenyszám       | Előfutam | Előfutam | Döntő  | Döntő    |
| Versenyző                 | Versenyszám       | Idő      | Hely.    | Idő    | Helyezés |
| ------------------------- | ----------------- | -------- | -------- | ------ | -------- |
| Daniela Walkowiak-Pilecka | Kajak egyes 500 m | 2:25,8   | 3.       | 2:24,1 | 6.       |

## Ökölvívás
| Versenyző              | Versenyszám   | 32-es főtábla     | Nyolcaddöntő                   | Negyeddöntő                | Elődöntő                      | Döntő             | Helyezés |
| Versenyző              | Versenyszám   | Ellenfél Eredmény | Ellenfél Eredmény              | Ellenfél Eredmény          | Ellenfél Eredmény             | Ellenfél Eredmény | Helyezés |
| ---------------------- | ------------- | ----------------- | ------------------------------ | -------------------------- | ----------------------------- | ----------------- | -------- |
| Henryk Kukier          | Légsúly       | erőnyerő          | Warner Batchelor (AUS) · V     | kiesett                    | kiesett                       | kiesett           | 9.       |
| Zenon Stefaniuk        | Harmatsúly    | erőnyerő          | Claudio Barrientos (CHI) · V   | kiesett                    | kiesett                       | kiesett           | 9.       |
| Henryk Niedźwiedzki    | Pehelysúly    | erőnyerő          | Leonard Leisching (RSA) · GY   | Tristán Falfán (ARG) · RTD | Vlagyimir Szafronov (URS) · V | kiesett           |          |
| Zygmunt Milewski       | Könnyűsúly    | erőnyerő          | Pentti Niinivuori (FIN) · V    | Harry Kurschat (EUA) · RSC | kiesett                       | kiesett           | 5.       |
| Leszek Drogosz         | Kisváltósúly  | erőnyerő          | Vladimir Jengibarján (URS) · V | kiesett                    | kiesett                       | kiesett           | 9.       |
| Tadeusz Walasek        | Váltósúly     |                   | Frederick Tiedt (IRL) · V      | kiesett                    | kiesett                       | kiesett           | 9.       |
| Zbigniew Pietrzykowski | Nagyváltósúly |                   | Rychard Karpov (URS) · GY      | Borisz Nikolov (BUL) · GY  | Papp László (HUN) · V         | kiesett           |          |
| Zbigniew Piórkowski    | Középsúly     |                   | Ramón Tapia (CHI) · RSC        | kiesett                    | kiesett                       | kiesett           | 9.       |
| Andrzej Wojciechowski  | Félnehézsúly  |                   | Lennart Risberg (SWE) · RSC    | Carlos Lucas (CHI) · V     | kiesett                       | kiesett           | 5.       |

## Sportlövészet
Férfi
| Versenyző         | Versenyszám | Döntő | Döntő    |
| Versenyző         | Versenyszám | Pont  | Helyezés |
| ----------------- | ----------- | ----- | -------- |
| Zygmunt Kiszkurno | Trap        | 170   | 15.      |
| Adam Smelczyński  | Trap        | 190   |          |

## Súlyemelés
| Versenyző        | Versenyszám | Nyomás   | Nyomás   | Szakítás                 | Szakítás                 | Lökés    | Lökés    | Összesen | Helyezés |
| Versenyző        | Versenyszám | Eredmény | Helyezés | Eredmény                 | Helyezés                 | Eredmény | Helyezés | Összesen | Helyezés |
| ---------------- | ----------- | -------- | -------- | ------------------------ | ------------------------ | -------- | -------- | -------- | -------- |
| Marian Zieliński | 60 kg       | 105,0    | 3.       | 102,5                    | 3.                       | 127,5    | =3.      | 335,0    |          |
| Jan Czepułkowski | 67,5 kg     | 120,0    | 2.       | 105,0                    | =7.                      | 135,0    | =10.     | 360,0    | 6.       |
| Krzysztof Beck   | 75 kg       | 122,5    | =3.      | 112,5                    | =6.                      | 145,0    | =6.      | 380,0    | 6.       |
| Jan Bochenek     | 75 kg       | 120,0    | 5.       | 112,5                    | =6.                      | 150,0    | 3.       | 382,5    | 4.       |
| Czesław Białas   | 90 kg       | 130,0    | =5.      | érvényes kísérlet nélkül | érvényes kísérlet nélkül | kiesett  | kiesett  | kiesett  | kiesett  |

## Torna
Női
| Versenyző                                                                                  | Versenyszám      | Döntő    | Döntő    |
| Versenyző                                                                                  | Versenyszám      | Pontszám | Helyezés |
| ------------------------------------------------------------------------------------------ | ---------------- | -------- | -------- |
| Dorota Jokiel                                                                              | Talaj            | 17,366   | 59.      |
| Dorota Jokiel                                                                              | Ugrás            | 18,233   | =16.     |
| Dorota Jokiel                                                                              | Felemás korlát   | 18,200   | =20.     |
| Dorota Jokiel                                                                              | Gerenda          | 17,866   | =26.     |
| Dorota Jokiel                                                                              | Egyéni összetett | 71,666   | 27.      |
| Natalia Kot                                                                                | Talaj            | 18,366   | =14.     |
| Natalia Kot                                                                                | Ugrás            | 18,500   | =7.      |
| Natalia Kot                                                                                | Felemás korlát   | 18,600   | 8.       |
| Natalia Kot                                                                                | Gerenda          | 18,166   | =13.     |
| Natalia Kot                                                                                | Egyéni összetett | 73,633   | 9.       |
| Danuta Nowak                                                                               | Talaj            | 17,833   | =42.     |
| Danuta Nowak                                                                               | Ugrás            | 17,866   | =42.     |
| Danuta Nowak                                                                               | Felemás korlát   | 18,533   | =10.     |
| Danuta Nowak                                                                               | Gerenda          | 17,566   | =33.     |
| Danuta Nowak                                                                               | Egyéni összetett | 71,800   | =25.     |
| Helena Rakoczy                                                                             | Talaj            | 18,366   | =14.     |
| Helena Rakoczy                                                                             | Ugrás            | 18,500   | =7.      |
| Helena Rakoczy                                                                             | Felemás korlát   | 18,700   | 5.       |
| Helena Rakoczy                                                                             | Gerenda          | 18,133   | =16.     |
| Helena Rakoczy                                                                             | Egyéni összetett | 73,700   | 8.       |
| Barbara Ślizowska                                                                          | Talaj            | 17,733   | =47.     |
| Barbara Ślizowska                                                                          | Ugrás            | 17,566   | =50.     |
| Barbara Ślizowska                                                                          | Felemás korlát   | 17,900   | 32.      |
| Barbara Ślizowska                                                                          | Gerenda          | 17,333   | 43.      |
| Barbara Ślizowska                                                                          | Egyéni összetett | 70,533   | 45.      |
| Lidia Szczerbińska                                                                         | Talaj            | 17,733   | =47.     |
| Lidia Szczerbińska                                                                         | Ugrás            | 17,733   | =48.     |
| Lidia Szczerbińska                                                                         | Felemás korlát   | 17,200   | 48.      |
| Lidia Szczerbińska                                                                         | Gerenda          | 17,633   | =30.     |
| Lidia Szczerbińska                                                                         | Egyéni összetett | 70,300   | 47.      |
| Dorota Jokiel Natalia Kot Danuta Nowak Helena Rakoczy Barbara Ślizowska Lidia Szczerbińska | Csapat összetett | 436,485  | 4.       |

| Versenyző                                                                                  | Versenyszám              | Döntő  | Döntő    | Döntő    |
| Versenyző                                                                                  | Versenyszám              | Eszköz | Pontszám | Helyezés |
| ------------------------------------------------------------------------------------------ | ------------------------ | ------ | -------- | -------- |
| Dorota Jokiel Natalia Kot Danuta Nowak Helena Rakoczy Barbara Ślizowska Lidia Szczerbińska | Csapat kéziszergyakorlat | Karika | 74,00    | =        |

## Úszás
Női
| Versenyző        | Versenyszám | Előfutam | Előfutam | Előfutam | Döntő   | Döntő    |
| Versenyző        | Versenyszám | Idő      | Hely.    | Össz.    | Idő     | Helyezés |
| ---------------- | ----------- | -------- | -------- | -------- | ------- | -------- |
| Elżbieta Gellner | 100 m hát   | 1:16,2   | 5.       | 15.*     | kiesett | kiesett  |

* - egy másik versenyzővel azonos időt ért el

## Vívás
Férfi
| Versenyző                                                                                        | Versenyszám  | Csoportkör                                                                | Csoportkör | Csoportkör | Csoportkör  | Csoportkör | Csoportkör | Csoportkör | Csoportkör | Helyezés    |
| Versenyző                                                                                        | Versenyszám  | 1. kör                                                                    | 1. kör     | Negyeddöntő | Negyeddöntő | Elődöntő | Elődöntő   | Döntő | Döntő      | Helyezés    |
| Versenyző                                                                                        | Versenyszám  | Ellenfél Eredmény                                                         | Hely.      | Ellenfél Eredmény | Hely.       | Ellenfél Eredmény | Hely.      | Ellenfél Eredmény | Hely.      | Helyezés    |
| ------------------------------------------------------------------------------------------------ | ------------ | ------------------------------------------------------------------------- | ---------- | --- | ----------- | --- | ---------- | --- | ---------- | ----------- |
| Marian Kuszewski                                                                                 | Kard, egyéni | erőnyerő                                                                  | erőnyerő   | 2. csoport · Gerevich Aladár (HUN) · nincs adat · Luigi Narduzzi (ITA) · nincs adat · Jevhen Cserepovszkij (URS) · nincs adat · Marcel Van Der Auwera (BEL) · nincs adat · Olgierd Porebski (GBR) · nincs adat · Emilio Echeverry (COL) · nincs adat · Összesítés: 2GY-4V (19-24) | 6.          | kiesett | kiesett    | kiesett | kiesett    | helyezetlen |
| Jerzy Pawłowski                                                                                  | Kard, egyéni | erőnyerő                                                                  | erőnyerő   | 4. csoport · Gastone Darè (ITA) · nincs adat · George Worth (USA) · nincs adat · Lev Kuznyecov (URS) · nincs adat · Ralph Cooperman (GBR) · nincs adat · Claude Gamot (FRA) · nincs adat · Leslie Fadgyas (AUS) · nincs adat · Összesítés: 5GY-0V (25-9)                          | 1.          | 1. csoport · Kárpáti Rudolf (HUN) · nincs adat · Jacques Lefèvre (FRA) · nincs adat · Luigi Narduzzi (ITA) · nincs adat · Jevhen Cserepovszkij (URS) · nincs adat · Günter Stratmann (EUA) · nincs adat · Allan Kwartler (USA) · nincs adat · Gastone Darè (ITA) · nincs adat · Összesítés: 5GY-2V (32-25) | 2.         | Döntő csoport · Kárpáti Rudolf (HUN) · nincs adat · Lev Kuznyecov (URS) · nincs adat · Jacques Lefèvre (FRA) · nincs adat · Gerevich Aladár (HUN) · nincs adat · Wojciech Zabłocki (POL) · nincs adat · Kovács Pál (HUN) · nincs adat · Luigi Narduzzi (ITA) · nincs adat · Összesítés: 5GY-2V (30-22) | 2.         |             |
| Wojciech Zabłocki                                                                                | Kard, egyéni | erőnyerő                                                                  | erőnyerő   | 3. csoport · Kárpáti Rudolf (HUN) · nincs adat · Jacques Roulot (FRA) · nincs adat · Günter Stratmann (EUA) · nincs adat · Tibor Nyilas (USA) · nincs adat · Bill Hoskyns (GBR) · nincs adat · Graham McKenzie (AUS) · nincs adat · Összesítés: 4GY-2V (25-21)                    | 3.          | 2. csoport · Kovács Pál (HUN) · nincs adat · Gerevich Aladár (HUN) · nincs adat · Lev Kuznyecov (URS) · nincs adat · Roberto Ferrari (ITA) · nincs adat · Jacques Roulot (FRA) · nincs adat · George Worth (USA) · nincs adat · Marcel Van Der Auwera (BEL) · nincs adat · Összesítés: 4GY-3V (28-27)      | 4.         | Döntő csoport · Kárpáti Rudolf (HUN) · nincs adat · Jerzy Pawłowski (POL) · nincs adat · Lev Kuznyecov (URS) · nincs adat · Jacques Lefèvre (FRA) · nincs adat · Gerevich Aladár (HUN) · nincs adat · Kovács Pál (HUN) · nincs adat · Luigi Narduzzi (ITA) · nincs adat · Összesítés: 2GY-5V (17-29)   | 6.         | 6.          |
| Marian Kuszewski Zygmunt Pawlas Jerzy Pawłowski Andrzej Piątkowski Wojciech Zabłocki Ryszard Zub | Kard, csapat | 2. csoport · Nagy-Britannia (GBR) · 12-4 · Olaszország (ITA) · nem vívtak | 1.         | |             | 2. csoport · Egyesült Államok (USA) · 10-6 · Magyarország (HUN) · nem vívtak | 2.         | Döntő csoport · Magyarország (HUN) · 4-9 · Szovjetunió (URS) · 9-7 · Franciaország (FRA) · 10-6 | 2.         |             |